# 莫尔瓦勒
莫尔瓦勒（法語：Morval，法語發音：[mɔʁval]）是法国上法蘭西大區加来海峡省的一个市镇，属于阿拉斯区。

## 地理
莫尔瓦勒（50°1'52"N, 2°52'21"E）面积2.39 平方千米，位于法国上法蘭西大區加来海峡省，该省份为法国北部沿海省份，西北濒北海，南至索姆省，东临北部省。
与莫尔瓦勒接壤的市镇（或旧市镇、城区）包括：勒特朗卢瓦、孔布勒、然希、莱伯、萨伊-萨伊塞勒。
莫尔瓦勒的时区为UTC+01:00、UTC+02:00（夏令时）。

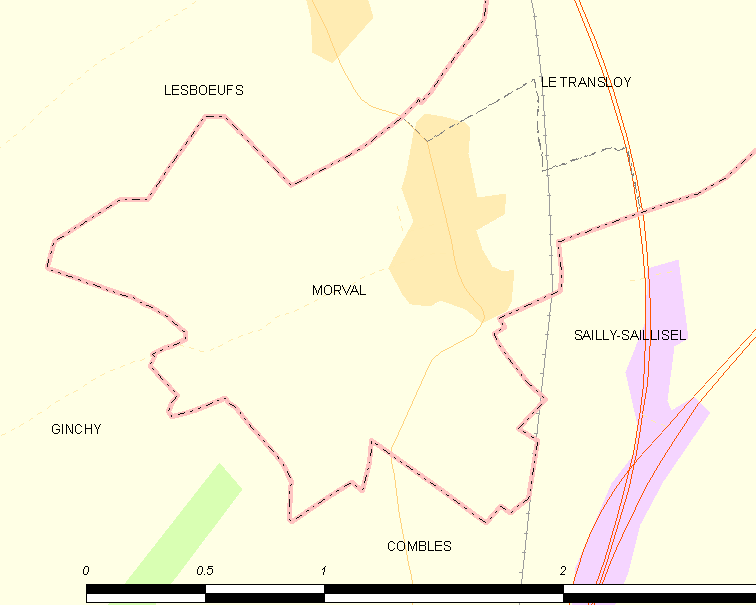
莫尔瓦勒的OSM定位图

## 行政
莫尔瓦勒的邮政编码为62450，INSEE市镇编码为62593。

## 政治
莫尔瓦勒所属的省级选区为巴波姆县。

## 人口

1962-2008年间莫尔瓦勒人口变化图示

莫尔瓦勒于2022年1月1日时的人口数量为87人。